# 喀麥隆巴士攻擊事件
喀麥隆巴士攻擊事件是由博科聖地所策劃的一起恐怖攻擊。2015年1月3日，博科聖地成員在喀麥隆北部攻擊一輛巴士，造成至少15人死亡。